# Xã Mound, Quận Bates, Missouri
Xã Mound (tiếng Anh: Mound Township) là một xã thuộc quận Bates, tiểu bang Missouri, Hoa Kỳ. Năm 2010, dân số của xã này là 841 người.